# Krossvík (vik i Island, Västlandet)
Krossvík är en vik i republiken Island.   Den ligger i regionen Västlandet, i den västra delen av landet, 22 km norr om huvudstaden Reykjavík.